# Speelhoven
Speelhoven is een natuurgebied in de Belgische gemeente Aarschot. Het gebied is 21 hectare groot en wordt beheerd door Natuurpunt.

## Beschrijving
Het natuurgebied Speelhoven is gelegen rondom de oudste hoeve van Aarschot. Sinds het begin van de 21ste eeuw wordt in samenwerking tussen Natuurpunt en de eigenaars van het gebied gewerkt aan de versterking van de natuurlijke rijkdom van het gebied. De doelbiotopen bestaan voornamelijk uit soortenrijke graslanden en inheemse gemengde loofbossen.